# Javier Jesús Méndez
Javier Jesús Méndez Henríquez (Valparaíso, Chile, 6 de junio de 1949) es un exfutbolista chileno. Jugó de delantero. 
Es hermano del también exfutbolista y hoy entrenador Eugenio Méndez.

## Trayectoria
Oriundo de Valparaíso, formó parte de las divisiones inferiores de Universidad Católica durante cuatro años, pasando en 1969 a Unión Española. En 1970, es pedido por Sergio Navarro para Naval de Talcahuano, a la temporada siguiente refuerza a Coquimbo Unido. Para 1972, llega a Deportes Aviación, donde tras 3 temporadas ficha por Huachipato. Termina su carrera en el Wolfsberger AC austriaco, donde se retira en 1983. 

## Selección nacional
Fue internacional con la Selección de fútbol de Chile en los años 1974 y 1975. Jugó 4 partidos, marcando un gol. Formó parte del plantel que afrontó la Copa América 1975.

### Participación en Copa América
| Copa              | Sede          | Resultado    |
| ----------------- | ------------- | ------------ |
| Copa América 1975 | Sin sede fija | Primera fase |

### Partidos internacionales
| Partidos internacionales | Partidos internacionales | Partidos internacionales                         | Partidos internacionales | Partidos internacionales | Partidos internacionales | Partidos internacionales | Partidos internacionales | Partidos internacionales  | Partidos internacionales |
| N.º                      | Fecha                    | Estadio                                          | Local                    | Resultado                | Visitante                | Goles                    | DT                       | Competición               |                          |
| ------------------------ | ------------------------ | ------------------------------------------------ | ------------------------ | ------------------------ | ------------------------ | ------------------------ | ------------------------ | ------------------------- | ------------------------ |
| 1                        | 6 de noviembre de 1974   | Estadio Nacional, Santiago, Chile                | Chile                    | 0-2                      | Argentina                |                          | Pedro Morales            | Copa Carlos Dittborn 1974 |                          |
| 2                        | 20 de noviembre de 1974  | Estadio José Amalfitani, Buenos Aires, Argentina | Argentina                | 1-1                      | Chile                    | Anotado                  | Pedro Morales            | Copa Carlos Dittborn 1974 |                          |
| 3                        | 22 de diciembre de 1974  | Estadio Nacional, Santiago, Chile                | Chile                    | 1-0                      | Paraguay                 |                          | Pedro Morales            | Copa Acosta Ñu            |                          |
| 4                        | 20 de julio de 1975      | Estadio Jesús Bermúdez, Oruro, Bolivia           | Bolivia                  | 2-1                      | Chile                    |                          | Pedro Morales            | Copa América 1975         |                          |
| Total                    | Total                    | Total                                            | Presencias               | 4                        | Goles                    | 1                        |                          |                           |                          |

| Selección chilena | Selección chilena | Selección chilena |
| Año               | Partidos          | Goles             |
| ----------------- | ----------------- | ----------------- |
| 1974              | 3                 | 1                 |
| 1975              | 1                 | 0                 |
| Total             | 4                 | 1                 |

## Clubes
| Club              | País    | Año       |
| ----------------- | ------- | --------- |
| Unión Española    | Chile   | 1969      |
| Naval             | Chile   | 1970      |
| Coquimbo Unido    | Chile   | 1971      |
| Deportes Aviación | Chile   | 1972-1975 |
| Huachipato        | Chile   | 1976-1978 |
| Wolfsberger AC    | Austria | 1978-1983 |